# FBA 19
FBA 19 là một loại tàu bay ném bom, được phát triển ở Pháp vào năm 1924 bởi hãng Franco-British Aviation.

## Biến thể
- HB 2 (Hydravion de Bombardement)
- HMB 2 (Hydravion Mixte de Bombardement)
- HMT 3 (Hydravion Mixte de Transport)

## Quốc gia sử dụng
Pháp
- Air Union

## Tính năng kỹ chiến thuật (HB 2)
Đặc điểm tổng quát
- Kíp lái: 2
- Chiều dài: 9.85 m (32 ft 4 in)
- Sải cánh: 14.40 m (47 ft 3 in)
- Chiều cao: 3.80 m (12 ft 6 in)
- Diện tích cánh: 45.7 m2 (492 ft2)
- Trọng lượng rỗng: 1.300 kg (2.870 lb)
- Trọng lượng có tải: 1.860 kg (4.100 lb)
- Powerplant: 1 × Hispano-Suiza 8Fb, 224 kW (300 hp)

Hiệu suất bay
- Vận tốc cực đại: 184 km/h (114 mph)
- Tầm bay: 400 km (250 dặm)
- Trần bay: 6.000 m (19.700 ft)